# 류조지 이에카네
류조지 이에카네(일본어: 龍造寺家兼 りゅうぞうじ いえかね[*], 교토쿠 3년(1454년) ~ 덴분 15년 음력 3월 10일(1546년 4월 10일))는 센고쿠 시대의 무장이다. 히젠의 센고쿠 다이묘로, 미즈가에성 성주이다. 호는 고추(剛忠).

## 생애
교토쿠 3년(1454년), 히젠국의 류조지씨 13대 당주·류조지 강가의 다섯번째 아들로 태어났다.
당초는 분가인 물비 장 류조 지케를 일으키고 있었지만, 본가인 무라 나카 류조 지케가 내부 분열이 일어나 당주의 조서에서 힘을 약화시키면서 일문의 장로인 가겸이 본가를 보좌하게 되었다. 그러나 가겸은 금새 본가의 실권을 장악하고 주군에 해당하는 소이 씨의 필두 가신까지 올랐다. 교로쿠 3년(1530년)에는 오우치 요시타카가 그의 가신 스기 흥운에 1만 대군을 맡기고 침공했지만 가겸은 지쿠고강의 지류에서 이를 격퇴하는 활약을 펼쳤다(다데 논길의 싸움).
이 싸움을 계기로 오우치 요시타카에 그 실력을 인정 받게 되며, 요시타카에 소이 씨로부터 이반하고 오우치씨에 따르도록 권장된다.가겸은 도자마의 가신(류조지 씨는 소이 씨에게 쫓긴 구주지바옛 신하의 가문)이었음도 있고 오우치 씨가 주군의 소이자 전을 공격했을 때 적극적으로 구원을 하지 않았다.결국 자료원은 자해에 몰리고 가겸은 주군을 버린 배신자라는 의혹을 받았다. 단지, 그 후에도 가겸은 자원 전 아이·겨울 히사시을 섬기면서 가겸에 실제로 모반의 뜻이 있었는지에 대해서는 의문도 남아 있다.
또 천문7년(1538년)의 2월에 삭발하고 이후보다 강충란.
덴분 14년(1545년), 강충이 소이자원을 적극적으로 구원하지 않은 것을 모반에 의한 주군 살인으로 보고 의분을 한 소이 씨의 가신 바바 뢰주의 책모로 강충의 두 아들과 네명의 손자가 모두 주살됐다. 강충은 간신히 지쿠고에 피하고 야나가와성주가마 감성의 보호를 받았다. 강충은 90세를 넘긴 고령이라 엄중히 추궁을 받지 않고 살아남았다.
덴분 14년(1546년), 가마씨의 지원을 받은 강충는 노구를 무릅쓰고 재기 때문에 거병, 나베시마 청방들이 이에 호응하는 마장 뢰주를 갚아 류조지 씨를 재흥했다. 그리고 증손의 윤신(후일의 류조지 다카노부)을 환속시키고 뒷일을 맡기면 곧 사망했다.

## 쇼니가의 중신
히젠의 고쿠진(國人) 류조지 가문의 제13대 당주 류조지 야스이에의 5남으로 분가해 미즈가에 류조지 가문으로 있었지만, 본가인 무라나카 류조지(村中龍造寺) 가문이 내부 분열이나 당주의 요절로 힘이 약했기 때문에, 한 집안의 장로인 이에카네가 본가를 보좌하게 되었다. 그는 배짱이 두둑하고 지모가 뛰어났기 때문에, 금세 본가의 당주를 대신해 실권을 장악한 것 뿐만 아니라, 류조지 가문을 주군 쇼니 가의 중신가문으로까지 올려 세웠다. 게다가 오우치 요시타카는 규슈 북부로 세를 뻗치고자, 교토쿠 3년(1530년) 8월 지쿠젠국 슈고다이(守護代;수호의 대리인)로 있던 이와야성주 스기 오키유키(杉興運)에게 명하여 히젠의 슈고 쇼니 스케모토(少弐資元), 후유히사(冬尙)부자를 토벌하라고 하였다. 군대는 약 1만으로 쇼니가가 막기에는 엄청난 대군이었다. 하지만 류조지 이에카네의 분전과 나베시마 기요후사(鍋島清房)의 활약에 더불어 오우치 군대를 다테나와테에서 제압하여 류조지가의 이름을 세상에 널리 알렸다. (다테나와테 전투)

## 오우치 요시타카의 회유
그 후에도 쇼니 가문과 오우치 가문의 치열한 전투는 계속 진행되고, 덴분 3년(1534년) 오우치군 쇼니 가문의 본거지 세이후쿠지성(勢福寺城)의 공략 동시에 류조지 이에카네의 거성 미즈가에(水ケ江)성을 공략법을 세웠지만, 류조지 군의 분전으로 인해 전선은 교착상태에 빠져 수개월간 대치상태가 계속되었다. 7월 15일 류조지 이에카네는 정병(精兵;정예)을 인솔하여 미즈무라(三津村)의 오우치 군에 야습을 감행했다. 불의의 공격을 당한 오우치 군은 어둠속에서 피아 서로 구분없이 도망쳐 지쿠젠으로 패주했다. 미즈무라 전투 이후, 류조지 이에카네의 중개와 스에 오키후사의 주도로 오우치씨와 쇼니씨간의 화의(和議)가 성립되었다. 그러나 오우치 요시타카는 이 화의를 무시하고 쇼니씨의 소유영지를 침탈해 쇼니씨 부자를 압박하자, 그로 인해 스케모토는 다쿠 가문(多久)의 가지미네 성에서 자결하였다.
이후 류조지 이에카네가 쇼니 가문의 차기 당주로 후유히사를 보좌하여 도자마 가문인 류조지 가문이 히젠에서 지도적인 역할을 담당하게 되자 쇼니씨의 후다이 가문(譜代)의 중신 중에는 불만이 많았다. 그 필두는 바바 요리치카(馬場賴周)였다. 요리치카는 후유히사에게 참언(讒言;간악한 말)을 일삼았고, 이에카네의 토벌을 후유히사에게 진언했다.
덴분 13년(1544) 요리치카는 하타 가문(波多), 쓰루타 가문(鶴田), 다쿠 가문 등의 히젠 서부의 호족을 부추겨 이에카네 토벌의 작전의 협의를 시행했다. 한편 다테나와테 전투와 이 일전으로 인해 오우치 요시타카는 이에카네의 실력에 감복하여, 요시타카에 쇼니 씨한테서 배반 해 오우치 가문에 신종(信從)할 것을 권유받는다. 류조지 이에카네는 내부의 배척과 외부의 유혹에 인해 오우치 요시타카가 주군의 쇼니자원을 공격했을 시 적극적으로 구원을 하지 않았다. 결국 이에카네는 주군을 버린 배반자로 몰려 할복까지 당할뻔 하였다. 하지만 그 후도 이에카네는 쇼니 후유히사의 시중들었기에 이에카네가 실제로 모반의 의사가 있었는지에 대해서는 의문이 남아 있다.

## 류조지가의 중흥
1545년, 류조지 이에카네가 쇼니가를 구원하지 않았던 것을 모반에 의한 주군 살인이라고 보고 분노한 바바 요리치카는 책모하여 이에카네의 2명의 아들과 4명의 손자를 살해한다. 이에카네는 간신히 그의 증손자 다네노부(胤信; 후에 다카노부(隆信))와 함께 지쿠고(筑前)로 피해 야나가와성주의 가마치 아키모리(蒲池鑑盛)의 보호를 받았다. 이에카네는 90세를 넘은 고령이라 별다른 추궁을 받지 않고 살아남았다. 다음 해, 가마치 가문(蒲池家)의 지원을 받은 이에카네는 류조지가의 재기를 위해 군사를 일으켜 나베시마 기요후사 등이 이에 호응 했기 때문에, 바바 요리치카를 토벌해 류조지씨를 재흥 했다. 그리고 증손 류조지 다네노부를 환속시켜, 뒷일을 부탁하며 파란만장한 93년의 인생을 편하게 끝냈다.
이에카네의 대(代)에, 류조지가는 후의 비약을 이루는 기초를 굳혔다고도 과언이 아닐만큼 중흥의 시조였다.
| 전임 (류조지 야스이에) | 제1대 미즈가에 류조지가 당주 | 후임 류조지 이에스미 |